# Alampyris nigra
Alampyris nigra är en skalbaggsart som beskrevs av Bates 1881. Alampyris nigra ingår i släktet Alampyris och familjen långhorningar. Inga underarter finns listade i Catalogue of Life.